# Александровка (Светлогорский район)
Алекса́ндровка (бел. Аляксандраўка) — деревня в Боровиковском сельсовете Светлогорского района Гомельской области Республики Беларусь.

## География

### Расположение
В 5 км на восток от Светлогорска, в 6 км от железнодорожной станции Светлогорск на линии Жлобин-Калинковичи и пристани Светлогорск на реке Березина, в 115 км от Гомеля.

## Транспортная система
Транспортная связь по автодороге Светлогорск — Горваль.
В деревне 7 жилых домов (2004 год). Планировка состоит из короткой, слегка выгнутой улицы. Застройка деревянными домами.

## История
Согласно письменных источников деревня известна с начала XX века в Паричской волости Бобруйского уезда Минской губернии. В 1931 году организован колхоз.

## Население

### Численность
- 2004 год — 7 дворов, 9 жителей

### Динамика
- 1908 год — 19 дворов, 130 жителей
- 1925 год — 29 дворов
- 1930 год — 37 дворов, 194 жителя
- 1959 год — 76 жителей (согласно переписи)
- 2004 год — 7 дворов, 9 жителей
- 2021 год — 7 дворов, 9 жителей